# أبو الليث السمرقندي
أبو الليث السمرقندي هو أبو الليث نصر بن محمد بن إبراهيم بن الخطاب السمرقندي الفقيه الحَنَفِيُّ (333 هـ - 373 هـ)، الإِمَامُ، الفَقِيْهُ، المُحَدِّثُ، الزَّاهِدُ، الملقب بإمام الهدى. صاحب تفسير القرآن الكريم الّذي سمّاه بـ «بحر العلوم». وله كتاب في التصوف الإسلامي باسم «بستان العارفين» وكتاب «تنبيه الغافلين بأحاديث سيد الأنبياء والمرسلين». 

## شيوخه وتلاميذه
شيوخه:
مُحَمَّدِ بنِ الفَضْلِ بنِ أشرف البُخَارِيِّ ووالده محمد بن إبراهيم التوزي.والفقيه أبو جعفر الهندواني، ولازمه وعليه تخرج.ومحمد بن الفضل البلخي والخليل بن أحمد القاضي وغيرهم كثير.
تلامذته ومن روى عنه:
رَوَى عَنْهُ: أَبُو بَكْرٍ مُحَمَّدُ بنُ عَبْدِ الرَّحْمَنِ التِّرْمِذِيُّ، وَغَيْرُهُ.

## وفاته
قال الإمام الذهبي: نَقَلْتُ وَفَاتُهُ مِنْ خَطِّ القَاضِي شِهَابِ الدِّينِ أَحْمَدَ بنِ عَلِيِّ بنِ عَبْدِ الحقِّ، - أَيَّدَهُ اللهُ -: فِي جُمَادَى الآخِرَةِ سَنَةَ خَمْسٍ وَسَبْعِيْنَ وَثَلاَثِ مائَةٍ. مات ببلخ.
وقال الأدنروي: توفي سنة ثلاث وتسعين وثلاثمائة. (393هـ)